# Calosopsyche domingensis
Calosopsyche domingensis är en nattsländeart som först beskrevs av Banks 1941.  Calosopsyche domingensis ingår i släktet Calosopsyche och familjen ryssjenattsländor. Inga underarter finns listade i Catalogue of Life.